# Айрін Ментон
Айрін Ментон (англ. Irene Manton; 17 квітня 1904 — 13 травня 1988) — британський ботанік, вивчала  папороті  та водорості.

## Біографія
Айрін Ментон народилася 17 квітня 1904 року в Кенсінгтоні. ЇЇ батьком був хірург-стоматолог Джордж Ментон, а мати дизайнер, нащадок французької аристократії Мілана Ментон. Сестра Айрін, Сідні Ментон була відомим ентомологом, членом Лондонського королівського товариства. Айрін навчалася у школі в Гаммерсміті.
У 1923 році вона вступила до Гіртон коледжу університету Кембриджа. Проте навчання в Кембриджі їй не подобалося через те, що в університеті в цілому ще не надто прихильно ставилися до навчання жінок, тому згодом вона разом із Густафом Отто Розенбергом продовжила навчання у Стокгольмі. У грудні 1928 року Айрін Ментон отримала посаду лектора в Університеті Манчестера. У червні 1930 року захистила докторську дисертацію по Cruciferae.
З 1946 по 1969 рік вона займала посаду професора ботаніки в Університет Лідса та професора-емерита після 1969 року, займаючись вивченням папороті та водоростей.  Результати досліджень попоротей, їх гібридизація, поліплоїдія та апоміксис, були опубліковані в її книзі Problems of cytology and evolution in the pteridophyta у 1950 році. Також вона успішно працювала над цитологічними дослідженнями  водоростей за допомогою електронного мікроскопа. Айрін Мертон була співавторм понад 140 наукових пуюлікацій.
Свою колекцію сучасного та східного мистецтва Айрін Ментон заповіла університету Лідса. Багато з цих картин висіли на стінах Будинку Ботаніки в Університеті Лідса під час її роботи там.

## Почесті та нагороди
У 1969 Ментон отримала медаль Ліннея разом із Етельвін Тревавас.
Вона була призначена першою жінкою-президентом Лондонського Ліннеївського товариства з 1973 до 1976 року.
У березні 1961 вона була обрана членом Лондонського королівського товариства за дослідження ультрамікроскопічної структури рослин та їх еволюцію.
У 1969 році її обрали іноземним почесним членом Американської академії мистецтв і наук..
У 1972 році Айрін Ментон була нагороджена медаллю Шлейдена Німецької академії природодослідників «Леопольдина».

## Спадщина

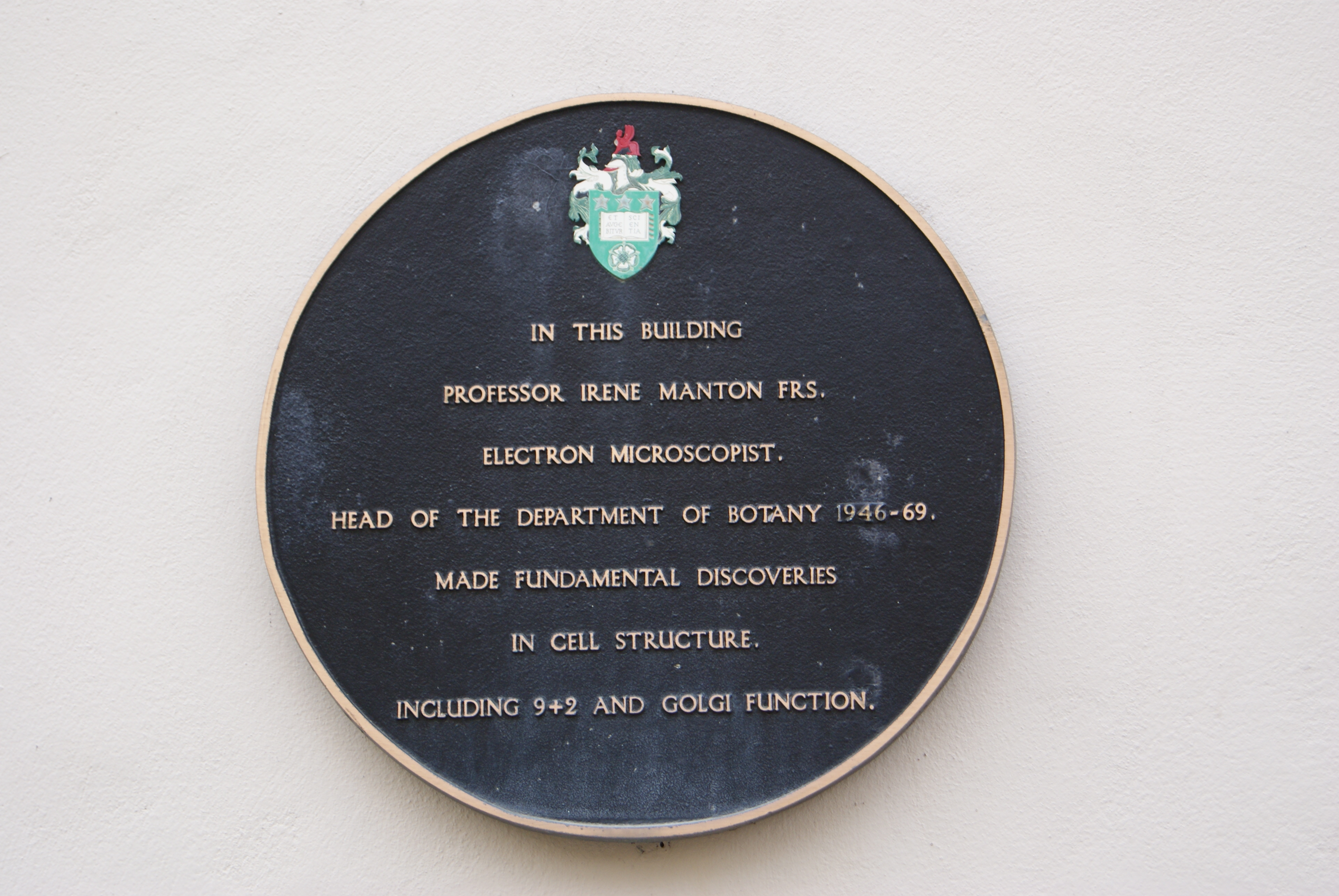
Почесна дошка в Університеті Лідса, присвячена відкриттям Айрін Ментон.

У 1990 році у Ліннеївському товаристві була заснована Премія Айрін Ментон за кращу дисертацію у ботаніці протягом академіного року.
У 1998 році, на десяту річницю з дня смерті Айрін Ментон, Будинок Біології Університеті Лідса було названо на її честь.
Британське фізіологічне товариство щорічно нагороджує премією Айрін Ментон за найкращу презентацію аспірантів на щорічній науковій зустрічі.

## Публікації
- Manton, I., Sutherland, J., Leadbeater, BSC. "Further observations on fine structure of marine collared flagellates (Choanoflagellata) from arctic Canada and West Greenland – species of Parviorbicula and Pleurasiga." Canadian J Botany – Revue Canadienne de Botanique, Vol 54 (1976) pp 1932–1955
- Parke, M., Green JG., Manton I. "Observations on fine structure of zoids of genus Phaeocystis [Haptophyceae]." Journal of the Marine Biological Association (UK), Vol 51 (1971) pp 927-
- Manton, I., Kowallik, K., Stosch, HAV. " Observations on fine structure and development of spindle at mitosis and meiosis in a marine centric diatom (Lithodesmium undulatum) 4. Second meiotic division and conclusion." J Cell Science, Vol 7 (1970) pp 407 –
- Manton, I., Leedale, GF. " Observations of microanatomy of Coccolithus pelagicus and Cricosphaera carterae with special reference to origin and nature of coccoliths and scales." Journal of the Marine Biological Association (UK), Vol 49 (1969) pp 1 –
- Provasol, L., Yamasu, T., MantonI. " Experiments on resynthesis of symbiosis in Convoluta roscoffensis with different flagellate cultures."  Marine Biol Asscn (UK), Vol 48 (1968) pp 465 –
- Manton, I. " Observations on fine structure of 2 species of Platymonas with special reference to flagellar scales and mode of origin of theca." Journal of the Marine Biological Association (UK), Vol 45 (1965) pp 743 –
- Manton, I. " Observations on fine structure of zoospore and young germlings of Stigeoclonium." J. Exp. Botany, Vol 15 (1964) pp 399 –
- Manton, I., Parke, M. "Further observations on small green flagellates with special reference to possible relatives of Chromulina pusilla Butcher." Journal of the Marine Biological Association (UK), Vol 39 (1960) pp 275 –
- Parke, M., Manton, I., Clarke, B., "Studies on marine flagelllates 2. 3 new species of Chrysochromulina." Journal of the Marine Biological Association (UK), Vol 34 (1955) pp 579 –
- Manton, I., Clarke, B. "An electron microscopic study of the spermatozoid of Sphagnum." J Exp. Botany, Vol 3 (1952) pp 265- DOI: 10.1093/jxb/3.3.265
- Manton, I., Clarke, B., Greenwood AD. "Observations with the electron microscope on a species of Saprolegnia." J. Exp. Botany, Vol 2 (1951) pp 321 –
- Manton, I. "The spiral structure of chromasomes." Biol Reviews Cambridge Philosophical Society, Vol 25 (1950) pp 486 – 508. DOI: 10.1111/j.1469-185X.1950.tb00770.x
- Manton, I. "New evidence on the telophase split in Todea barbara." American J. Botany, Vol 32 (1945) pp 342–348 DOI: 10.2307/2437168
- Manton, I, "Introduction to the general cytology of the Cruciferae." Annals of Botany, Vol 46 (1932) pp 509–556